# Valley Mills (Texas)
Valley Mills es una ciudad ubicada en el condado de Bosque en el estado estadounidense de Texas. En el Censo de 2010 tenía una población de 1203 habitantes y una densidad poblacional de 616,84 personas por km².

## Geografía
Valley Mills se encuentra ubicada en las coordenadas 31°39′31″N 97°28′19″O / 31.65861, -97.47194. Según la Oficina del Censo de los Estados Unidos, Valley Mills tiene una superficie total de 1.95 km², de la cual 1.95 km² corresponden a tierra firme y (0.13%) 0 km² es agua.

## Demografía
Según el censo de 2010, había 1203 personas residiendo en Valley Mills. La densidad de población era de 616,84 hab./km². De los 1203 habitantes, Valley Mills estaba compuesto por el 88.03% blancos, el 4.66% eran afroamericanos, el 0.42% eran amerindios, el 0.25% eran asiáticos, el 0% eran isleños del Pacífico, el 4.9% eran de otras razas y el 1.75% pertenecían a dos o más razas. Del total de la población el 15.46% eran hispanos o latinos de cualquier raza.